# ニュルンベルク・フルクディンスト108便墜落事故
ニュルンベルク・フルクディンスト108便墜落事故は、1988年2月8日に西ドイツで発生した航空事故である。ハノーファー空港発デュッセルドルフ空港行きだったニュルンベルク・フルクディンスト108便（フェアチャイルド SA227-BC メトロⅢ）が落雷に見舞われ、電力を失った。パイロットは空間識失調に陥り、機体は急降下し墜落。乗員乗客21人全員が死亡した。
この事故はフェアチャイルド メトロライナーで発生した事故のなかで最も死者数の多いものである。また、ドイツで発生した航空事故としては過去17年間で最悪のものだった。そのため、1988年2月8日は「黒い月曜日（Black Monday）」と呼ばれている。

## 飛行の詳細

### 事故機
事故機のフェアチャイルド SA227-BC メトロⅢ（D-CABB）は、シリアル番号AC-500として1982年に製造された。2基のギャレット TPE331-11U-601Gを搭載しており、1982年5月にニュルンベルク・フルクディンストに納入された。墜落時点での総飛行時間は9,184時間であった。

### 乗員
機長は36歳で、1987年10月5日にニュルンベルク・フルクディンストに入社した。SA227とSA226での飛行資格があり、総飛行時間は2,473時間だった。そのうち277時間が同型機によるものであった。また訓練では、電力系統の故障を想定したものも受けていた。
副操縦士は28歳で1986年7月1日に入社した。SA227とSA226での飛行資格があり、総飛行時間は2,544時間だった。そのうち1,344時間が同型機によるものであった。

## 事故の経緯
108便はハノーファー空港からデュッセルドルフ空港へ向かう定期便で、ハノーファー空港を7時00分に出発する予定だった。しかし事故当日は除氷作業を行ったため、離陸したのは15分遅れの7時15分だった。離陸後、108便は巡航高度の14,000フィート (4,300 m)まで上昇した。
デュッセルドルフへ向け降下を開始する前、パイロットたちは天候について会話を行った。パイロットたちは前方の雷雨に気付いたが、それが激しいものだとは認識していなかった。7時39分、108便は高度14,000フィート (4,300 m)からの降下を開始した。8分後、パイロットはデュッセルドルフ管制と交信を行い、3,000フィート (910 m)への降下を許可された。ほぼ同時刻、108便の前方を飛行する他機が落雷に遭遇し、管制官に報告した。7時50分、管制官は108便に前方を飛行する機体に落雷があったことを伝えた。これに対してパイロットは、「了解、機外を監視している（we copied and are looking outside）」と返答した。
2,900フィート (880 m)で108便はローカライザーを捕らえた。7時54分、機体は雷雨に遭遇した。1分後にグライドスロープを捕捉し、フラップが1/4まで展開された。7時55分55秒、コックピットボイスレコーダーが録音を終了し、同時に機影が管制官の二次レーダーから消失した。目撃者は、108便は急降下しながら雲を抜けた後、水平飛行に戻ったと証言した。その後、機体は再び上昇し雲の中へ消えた。これは、前方の地形を回避するための上昇だったと推測されている。7時57分、機体は再び雲を抜け、再度上昇した。7時58分、108便が3度目に雲を抜けたとき、機体が空中分解した。残骸はルール川のミンタルト・ルール渓谷橋の250m手前に落下した。

### 事故後
事故の4日後、事故現場で追悼式が行われ、遺族や市長、首相などが参加した。NFDのマネージャーは、パイロットは数秒のうちにコントロールを失っただろうと話した。

## 事故調査

### 残骸の復元
回収された残骸がブラウンシュヴァイクの調査本部に運ばれ、復元する作業が行われた。これは、機体のどの部分に落雷が直撃したかを明らかにするためだった。復元作業にはフェアチャイルドの代表者2人も参加した。機体の外部を調べると複数の箇所に落雷の痕跡があった。事故時に生じたと思われる痕跡は、胴体下部と左側のフラップ付近に残されていた。また、専門家の分析により、事故時には50Cの電流が流れたと判断された。
両主翼は、胴体との接続部分で破断していた。残骸の調査から、急降下により右エンジンが脱落したことが判明した。脱落した右エンジンが胴体に直撃したため、胴体前方部も脱落した。そのほか、昇降舵なども脱落していたことが明らかになった。破損した部品の断面を調査したところ、疲労や腐食により破断したものはなかった。そのため、機体の分解は急降下により機体に高い負荷が生じたために起きたと判断された。

### 目撃証言
108便の最後の瞬間は50人ほどの地域住民に目撃されていた。そのうち10人は詳細な目撃情報を提供した。そのため、調査委員会は機体の飛行経路や状態などを推測することができた。
目撃者の1人は機体が約45度の機首下げ状態で雲を突き抜けてきたと証言した。このときの雲低はおよそ200メートル (660 ft)と推定された。そのまま機体は10 - 20メートル (33 - 66 ft)まで降下し、再び上昇した。この急上昇は他の目撃者も見ていた。さらに、3度目に機体が雲の中へ入った後、エンジン音が大幅に減少したと証言した。その後、機体は片方の主翼が燃えた状態で雲から出てきて地表に激突した。

### 電力の喪失
メトロライナーのバッテリーと発電機などはタイ・スイッチというスイッチを介して繋がっていた。そのため、落雷などに見舞われると両方の回路が損傷する恐れがあった。これが原因となった墜落は108便の墜落以前に発生していなかった。また、飛行マニュアルには電力を全て喪失した際の手順が書かれていなかった。
加えて、予備計器にも問題があった。メトロライナーに搭載されていた水平ジャイロは電力が無くても動作するよう設計されていた。しかし水平線が描かれておらず、108便のパイロットたちは機体の姿勢を把握できなかった。

### 事故原因
最終報告書では以下のことが事故原因とされた。
- 空域の回避が可能であったにもかかわらず、パイロットが落雷の予想される空域を飛行したこと。
- 計器飛行方式での飛行条件下において落雷に見舞われたこと。これにより計器やフラップ、スタビライザー・トリムなどの操作ができなくなった。
- 落雷後に機体が一時的に制御不能の状態に陥ったこと。
- 機体に設計上限を越える負荷が生じたこと。

### 勧告
調査委員会はいくつかの勧告を出した。機体の製造元には、電力を全て喪失した場合の手順をマニュアルに記載するよう求めた。